# Histaspes (fill de Darios I)
Histaspes (antic persa 𐎻𐏁𐎫𐎠𐎿𐎱, Vištāspa, ‘(El) que coneix els cavalls’, grec antic: Ὑστάσπης, Hustáspēs, llatí: Hystapes) fou un príncep aquemènida persa, fill de Darios I el Gran i de la reina Atossa. Va ser un dels comandants perses de la Segona Guerra Mèdica.
Apareix dirigint al contingent dels bactrians i saces a l'exèrcit del seu germà Xerxes I durant la invasió persa de Grècia.
Histaspes era un dels quatre fills de Darios I el Gran, fill de Histaspes, i Atossa, filla de Cir II. Els seus germans eren Xerxes I, el germà gran, Masistes i Aquemenes.
Igual que els seus germans, i diversos germanastres, Histaspes va participar en la Segona Guerra Mèdica, sent el comandant de les forces de la Bactriana i els saces.